# Economía lingüística
El término economía lingüística, acuñado por André Martinet, designa a uno de los principales mecanismos de evolución en lingüística. En el lenguaje, como en cualquier actividad humana, existe una tendencia natural a tratar de minimizar el esfuerzo invertido, lo que puede manifestarse en distintas maneras de abreviar, acortar o simplificar la forma de transmitir una misma información. Estas consideraciones se pueden observar tanto en variedades diacrónicas como sincrónicas.

## La economía lingüística y la jerga
Uno de los mecanismos más interesantes de la economía lingüística es su tendencia natural a favorecer la extensión de ciertas jergas profesionales y extranjerismos. Su uso permite incorporar con facilidad nuevas palabras con significados específicos, que ahorran explicaciones. Sin embargo, la difusión de estos términos puede estar restringida fuera de los círculos de origen, presentándose una disyuntiva entre inteligibilidad para un público más amplio y economía del lenguaje.